# Nowshera
Nowshera (auch Naushahra) ist eine Ortschaft in Pakistan. Sie ist die Hauptstadt des gleichnamigen Distrikts Nowshera.

## Infrastruktur
In Nowshera befindet sich ein Gericht.

## Jüngste Geschichte
Am 4. März 2011 kamen bei einem Bombenanschlag auf eine Moschee während einer Armenspeisung nach dem Freitagsgebet neun Menschen ums Leben und mehr als 30 weitere wurden verletzt. Am 10. Mai 2011 starben bei einem Anschlag auf das Gerichtsgebäude mit einer ferngezündeten Bombe eine Polizistin und ein Zivilist. Am 5. Juni 2011 fand abermals ein Selbstmordanschlag in Nowshera statt. Dabei wurde eine Bäckerei in einem, vor allem von Militärangehörigen bewohnten Stadtteil, das Ziel. Es kamen 18 Menschen zu Tode und 40 wurden, zum Teil schwer, verletzt.
Am 27. Februar 2012 tötete eine auf einem Motorrad montierte Bombe auf einer Kundgebung der Awami National Party mindestens fünf Menschen. Der Regierungschef der Provinz Khyber Pakhtunkhwa, Amir Haider Khan Hoti, hatte die Veranstaltung kurz zuvor verlassen.